# Pinocitosi

Pinocitosi

Con pinocitosi (cellula che beve) si definisce l'assunzione di piccole quantità liquide di matrice extracellulare (ECM) e delle sostanze disciolte al suo interno, tramite la formazione di vescicole dal diametro medio massimo di circa 150 nm. Si distinguono due tipi di pinocitosi: la transcitosi e la diacitosi. La transcitosi serve per trasportare da una sede all'altra del plasmalemma (ad esempio da un polo funzionale a un altro) particolari corredi di proteine di membrana, ciò è necessario perché queste "zattere" proteiche rimangono vincolate in una determinata sede del plasmalemma da particolari interazioni col metaplasma (ad esempio i contatti focali), col citoscheletro (ad esempio per la formazione della rete microtrabecolare) o semplicemente per la presenza di giunzioni intercellulari che impediscono il libero transito alle proteine di membrana (come ad esempio le giunzioni occludenti). La diacitosi consiste nella liberazione nel plasmalemma del contenuto delle vescicole. Questo è un meccanismo adottato in particolare dalle cellule a contatto con il flusso sanguigno.
Nel caso di assunzione di sostanze solide si parla di fagocitosi; l'iperonimo di entrambi i termini è endocitosi.